# Zatoka Oneska
Zatoka Oneska (ros. Онежская губа, Онежский залив) – zatoka Morza Białego w północno-zachodniej Rosji. Ma 185 km długości, 50-100 km szerokości, 16 metrów średniej i 36 metrów maksymalnej głębokości.
Do zatoki uchodzą rzeki Onega, Kiem i Wyg. Na wodach zatoki leżą liczne wyspy, z których największe są Wyspy Sołowieckie. Z zatoki prowadzi wejście do Kanału Białomorsko-Bałtyckiego.